# Charles Harny de Guerville
Charles Harny de Guerville (né à Paris le 24 novembre 1729 et mort à Saint-Germain-en-Laye le 7 février 1796) est un dramaturge français du XVIIIe siècle.
Harny a eu part à deux pièces de Justine Favart, et a retouché une pièce de Lesage.

## Œuvres
- La Liberté conquise, ou le Despotisme renversé [1790]. Édition présentée, établie et annotée par Paola Perazzolo. Vérone : Fiorini, 2012. (Varia e curiosa, 2). 259 pages.
- Candidamentor, ou le Voyageur grec, Paris, 1766, in-12.
- Georget et Georgette, opéra-comique en un acte et en prose, mêlé d’ariettes, Paris, Duchesne, 1761, in-8°.
- Le Petit-Maître en province, comédie en an acte et en vers libres avec des ariettes. Paris, Vve Duchesne, 1765, ou Paris, N. B. Duchesne, 1772, in-8°.
- Le Prix des talents, parodie du troisième acte des « Fêtes de l’hymen et de l’amour » en un acte, tout en vaudevilles, avec M. S***, Paris, Duchesne, 1755, in-8°.Avec Sabine.
- La Sybille, parodie en un acte, tout en ariettes et en vaudevilles, Paris, Delormel, 1758, in-8°.

## Sources
- Joseph-Marie Quérard, La France littéraire : ou Dictionnaire bibliographique des savants, historiens et gens de lettres de la France, ainsi que des littérateurs étrangers qui ont écrit en français, plus particulièrement pendant les XVIIIe et XIXe siècles, t. 24, Paris, Firmin Didot, 1830, 646 p. (lire en ligne).